# Linden Chiles
Truman Linden Chiles (Saint Louis, 22 marzo 1933 – Topanga, 15 maggio 2013) è stato un attore statunitense.

## Filmografia parziale

### Cinema
- Il grande peccato (Sanctuary), regia di Tony Richardson (1961)
- Smania di vita (A Rage to Live), regia di Walter Grauman (1965)
- Texas oltre il fiume (Texas Across the River), regia di Michael Gordon (1966)
- Sinfonia di guerra (Counterpoint), regia di Ralph Nelson (1968)
- Il terrore negli occhi del gatto (Eye of the Cat), regia di David Lowell Rich (1969)
- Forbidden World, regia di Allan Holzman (1982)
- Il ballo proibito (The Forbidden Dance), regia di Greydon Clark (1990)
- Amore!, regia di Lorenzo Doumani (1993)
- Il distintivo di vetro (The Glass Shield), regia di Charles Burnett (1994)
- The Annihilation of Fish, regia di Charles Burnett (1999)
- Mr. Twistedface, regia di Ansel Faraj (2011)
- The Mystic Tales of Nikolas Winter, regia di Ansel Faraj (2012)
- The Burning Within, regia di Ansel Faraj (2012)
- Brother Drop Dead, regia di Ansel Faraj (2012)
- The Haunted Men, regia di Ansel Faraj (2013)
- Doctor Mabuse, regia di Ansel Faraj (2013)
- Road to Paloma, regia di Jason Momoa (2014)

### Televisione
- Corruptors (Target: The Corruptors) – serie TV, episodio 1x22 (1962)
- The Dick Powell Show – serie TV, episodio 1x19 (1962)
- Going My Way – serie TV, episodio 1x27 (1963)
- Ripcord – serie TV, episodio 2x35 (1963)
- Vacation Playhouse – serie TV, episodio 1x09 (1963)
- Assistente sociale (East Side/West Side) – serie TV, 8 episodi (1964)
- Perry Mason – serie TV, 4 episodi (1961-1965)
- Kronos - Sfida al passato (The Time Tunnel) – serie TV, episodio 1x04 (1966)
- Daktari – serie TV, episodio 2x02 (1966)
- I guerriglieri dell'Amazzonia (Sullivan's Empire) – film TV (1967)
- Il virginiano (The Virginian) – serie TV, 4 episodi (1964-1967)
- F.B.I. (The F.B.I.) – serie TV, 5 episodi (1966-1972)
- Banacek – serie TV, 4 episodi (1973-1974)
- Ore 5.22 terrore sul treno (Panic on the 5:22) – film TV (1974)
- Chi è Black Dahlia? (Who Is the Black Dahlia?) – film TV (1974)
- James at 15 – film TV (1977)
- James (James at 15) – serie TV, 21 episodi (1977-1978)
- Atto di violenza (Act of Violence) –  film TV (1979)
- Barnaby Jones – serie TV, 5 episodi (1974-1980)
- Quincy (Quincy, M.E.) – serie TV, 3 episodi (1977-1981)
- Texas – serie TV, 7 episodi (1982)
- Il muro di sangue (To Heal a Nation) – film TV (1988)
- Santa Barbara – soap opera, 6 puntate (1990-1991)
- Jonathan - Il bambino che nessuno voleva (Jonathan: The Boy Nobody Wanted) – film TV (1992)
- Sola con i miei bambini (Abandoned and Deceived) – film TV (1995)